# Darío Cvitanich
Darío Cvitanich (* 16. Mai 1984 in Baradero, Provinz Buenos Aires, Argentinien, kroatische Schreibweise des Familiennamens: Cvitanić) ist ein argentinischer Fußballspieler.

## Karriere

### Verein

#### Anfänge (bis 2008)
Cvitanich spielte seit 2003 für Banfield. Bei seinem Debüt am 20. Oktober 2003 war er 18 Jahre alt. In 92 Spielen erzielte er 37 Tore, davon einen Hattrick gegen die Newell’s Old Boys. Cvitanich spielte 2007 auch in der Copa Libertadores für Banfield und erwies sich bereits während seiner frühen Karrierephase als ein zuverlässiger Teamspieler für seinen damaligen Verein.

#### Ajax Amsterdam und auf Leihbasis in Lateinamerika (2008–2012)
Ab der Saison 2008/09 spielte Cvitanich für Ajax Amsterdam. Am 30. August 2008 gab der Stürmer sein Debüt in der Eredivisie. Auf seinen ersten Ligatreffer musste Cvitanich bis zum 12. Dezember 2008 warten. Er wurde vom 1. Januar 2010 bis zum 31. Dezember 2010 an den mexikanischen Verein CF Pachuca verliehen. In der Saison 2011/12 war er an die Boca Juniors ausgeliehen.

#### OGC Nizza (2012–2015)
Anfang August 2012 wechselte er zum französischen Erstligisten OGC Nizza. Nachdem er in den ersten drei Spielen nicht im Kader gestanden hatte, absolvierte er am 2. September 2012, dem vierten Spieltag, sein Debüt beim 1:1-Unentschieden gegen Girondins Bordeaux in der Anfangsformation. Am 29. September 2012 erzielte er sein erstes Tor für den OGC Nizza beim 2:2-Unentschieden gegen den SC Bastia am siebten Spieltag zur 1:0-Führung. Cvitanich wurde Stammspieler und erzielte 19 Treffer, womit er in der Torschützenliste den zweiten Platz mit Pierre-Emerick Aubameyang teilte. Der Verein erreichte den vierten Platz und durfte an der Qualifikation zur Europa League teilnehmen. In der Qualifikation scheiterte Nizza an Apollon Limassol. In der Liga kam Cvitanich zu 31 Einsätzen und acht Toren.

#### CF Pachuca (seit 2015)
Im Januar 2015 wechselte er nach Mexiko zu CF Pachuca.

### Nationalmannschaft
Da die Vorfahren des in Argentinien geborenen Darío Cvitanich aus Kroatien stammen, nahm er die kroatische Staatsbürgerschaft an, und äußerte seinen Wunsch, für die Nationalmannschaft Kroatiens spielen zu wollen, weil „eine solche Chance nur einmal kommt, und man diese einfach annehmen muss“. Cvitanich erhielt im August 2008 seinen kroatischen Reisepass. Im Januar 2009 wurde bekannt, dass er gemäß FIFA-Regularien keine Einsatzberechtigung für die kroatische Nationalelf besitzt.

## Erfolge
- Tandil City Cup mit CA Banfield: 2007
- Meister: 2011
- Pokalsieger: 2010
- Spieler des Monats der Ligue 1: Dezember 2012